# Керси, Орацио
Ора́цио Керси́ (итал. Orazio Querci; 1875, Рим — 1970) — итальянский энтомолог, специализирующийся на отряде Чешуйчатокрылых. Автор ряда книг о бабочках.

## Биография
Родился в 1875 году в Риме. Активно сотрудничал с музеями: Музеем естествознания (Лондон), Академией естественных наук, Городским музеем зоологии и университетом Сапиенца в Риме. После женитьбы своей дочери, Керси последовал за ней в Салоники, Греция. Затем эмигрировал в Филадельфию, где занимался изучением бабочек вида Pontia protodice. Исследовал и собирал виды на Кубе и Гаити. Скончался в 1970 году.
Жена — Клорида Керси (1874—1959) — энтомолог.

## Работы
- Verity, R. & Querci, O. An annotated list of the races and seasonal polymorphism of the Grypocera and of the Rhopalocera of Peninsular Italy.. — Ent. Rec. 35 (Supplement), 1923.
- Orazio Querci; Список булавоусых бабочек в Португалии. 1931